# Sistema de Información de la Diversidad Biológica y Ambiental de la Amazonía Peruana
| Detalles              |                                                                                 |
| País de origen        | Perú                                                                            |
| Fecha de lanzamiento  | 23 de noviembre de 2001                                                         |
| Idiomas               | Español                                                                         |
| Nodos nacionales      | 12 (2007).                                                                      |
| Nodos internacionales | 1 (2007).                                                                       |
| Nodo Facilitador      | Instituto de Investigaciones de la Amazonía Peruana (IIAP), Perú (2007 - 2008). |
| Temática              | Información científica sobre la Amazonía Peruana.                               |
| Plataforma            | .NET Framework                                                                  |
| Protocolos            | HTTP TCP/IP XML DiGIR Darwin Core                                               |
| URL                   | http://siamazonia.iiap.gob.pe/                                                  |
|                       |                                                                                 |

El Sistema de Información de la Diversidad Biológica y Ambiental de la Amazonía Peruana (SIAMAZONÍA) es un sistema compartido y organizado entre instituciones y personas poseedoras o generadoras de información sobre la diversidad biológica y ambiental de la Amazonía Peruana, que facilita el acceso y manejo de esta información, vía Internet, de forma libre y abierta.

## Introducción
El Siamazonía es una organización sin fines de lucro, descentralizada, compartida y organizada entre diferentes instituciones e individuos poseedores y generadores de información sobre diversidad biológica amazónica: instituciones académicas, centros de investigación públicos y privados, instituciones denominadas Nodos y otras organizaciones que generen o mantengan colecciones científicas y bancos de información, literatura científica y cartográfica relacionada con la diversidad biológica. Esto incluye metadatos y bases de datos de tipo curatorial, taxonómico, ecológico, cartográfico, bibliográfico y otros aspectos relativos a las especies y ecosistemas amazónicos. Asimismo, el Siamazonía proporciona la más extensa colección existente de datos e información científica y estadística sobre la biodiversidad, ambiente, etnias y aspectos socioeconómicos de la Amazonía Peruana.
El Siamazonía está organizado como una red descentralizada con el fin de repartir entre sus integrantes (nodos), las responsabilidades y gastos en cuanto a infraestructura, administración, recursos humanos y tecnológicos y otras en los que incurriría como una organización tradicional.
Por su carácter de descentralizado, el Siamazonía no posee una institución líder, sino más bien con una institución “facilitadora” que gestiona y coordina el mantenimiento de la red. El Instituto de Investigaciones de la Amazonía Peruana (IIAP), con sede en la ciudad de Iquitos, en el departamento amazónico de Loreto ha sido designado como Nodo Facilitador del Siamazonía.
El Siamazonía busca ser el centro de referencia de la información sobre la diversidad biológica, ambiental y humana de la Amazonía Peruana, proveyendo estándares y herramientas informáticas que facilitan la integración, manejo y difusión de información validada y actualizada sobre el entorno amazónico.
Los usuarios del Siamazonía son los diversos actores sociales: tomadores de decisiones, políticos, planificadores, investigadores, educadores y público en general. El propósito primordial es que los múltiples usuarios del sistema puedan acceder a la información, respondiendo oportunamente a sus diferentes intereses y necesidades, por lo mismo, el Siamazonía contiene información útil para todos ellos.

## Antecedentes
El Convenio sobre Diversidad Biológica (CDB) firmado en Río de Janeiro en el año 1992 y del que el Perú es parte, define el llamado “Clearing-house mechanism” (CHM) con la finalidad de facilitar el intercambio de información sobre la diversidad biológica. Todos los países miembros del CDB deben establecer sus mecanismos nacionales de facilitación para una mejor difusión y manejo de la información referente a dicha temática. Para el caso del Perú, la responsabilidad de tal mecanismo recae en el Consejo Nacional del Ambiente (CONAM).
En éste contexto, en 1995, el gobierno peruano, a través del Instituto Nacional de Recursos Naturales (INRENA), propuso al gobierno de Finlandia el establecimiento de un proyecto de cooperación técnica para evaluar la diversidad biológica de la Amazonía Peruana y apoyar al Perú en la elaboración de una estrategia nacional para su conservación y uso sustentable.
El resultado de la propuesta fue el proyecto Diversidad Biológica de la Amazonía Peruana (BIODAMAZ). El proyecto BIODAMAZ tuvo como contraparte nacional al Instituto de Investigaciones de la Amazonía Peruana (IIAP) y por Finlandia se trabajó a través de un consorcio conformado por la empresa consultora Biota BD S.A., y la Universidad de Turku.
El proyecto BIODAMAZ, otorgará el respaldo técnico y financiero para iniciar el Sistema de Información de la Diversidad Biológica y Ambiental de la Amazonía Peruana (SIAMAZONÍA) ante la necesidad de integrar múltiples fuentes para disponer de información confiable y actualizada sobre la Amazonía Peruana.
El desarrollo del SIAMAZONÍA comenzó en el año 2000 con una fase de gabinete, con especialistas de la Universidad de Turku y del IIAP. A inicios del año siguiente se organizaron cinco talleres de consulta regionales en las ciudades de Pucallpa (Departamento de Ucayali), Tarapoto (Departamento de San Martín), Puerto Maldonado (Departamento de Madre de Dios), Iquitos (Departamento de Loreto) y Lima (capital del Perú).
Finalmente, el SIAMAZONÍA fue inaugurado el 23 de noviembre de 2001, siendo una herramienta decisiva para el manejo de la información y desarrollo del conocimiento sobre la región amazónica peruana.

## Propósito
Según el Plan de Negocios del SIAMAZONÍA 2008 - 2012, el sistema es el centro de referencia en manejo de información sobre la diversidad biológica y ambiental de la Amazonía Peruana, cuyo propósito es elevar el nivel de conocimiento y comunicación, y así contribuir con prácticas y decisiones acertadas para la conservación y uso sostenible de la Amazonía Peruana.

## Integración internacional
El SIAMAZONÍA funciona como una Red descentralizada y organizada entre entidades y especialistas que generan o manejan información relevante. Se integra con iniciativas similares, como el Mecanismo de Facilitación de Información del Convenio de la Diversidad Biológica (Clearing-House Mechanism, CHM), la Infraestructura Mundial de Información en Biodiversidad (Global Biodiversity Information Facility, GBIF), y la Red Interamericana de Información sobre Biodiversidad (Inter-American Biodiversity Network, IABIN).
De la misma forma, el 25 de marzo de 2007, el sistema ha sido incluido en el Directorio Master de Cambio Global de la NASA (GCMD) como una herramienta informativa de la diversidad biológica ambiental de la Amazonía Peruana.

## La red SIAMAZONÍA
El SIAMAZONÍA está conformado por una red de instituciones públicas y privadas conocidas como "nodos" (actualmente son 13 nodos) que proveen información digitalizada, actualizada y validada sobre la Amazonía Peruana. Estos son generadores o repositorios de información que integran y ponen a libre disposición sus bases de datos a través del sitio web conjunto.
Sobre los nodos, el Documento Técnico del SIAMAZONÍA dice lo siguiente:
"En términos de institución, el nodo vendría a ser la mínima unidad generadora de información en alguna institución. De este modo, un departamento de ornitología podría ser un nodo, a la vez que es parte de una institución como un Museo de Historia Natural y este a la vez como parte de una Universidad. Lo mismo puede ser para una institución con una serie de departamentos o programas de investigación."
| N.º | Institución (Nodo)                                                                        |
| --- | ----------------------------------------------------------------------------------------- |
| 1   | Instituto de Investigaciones de la Amazonía Peruana (IIAP), Perú.                         |
| 2   | Universidad Nacional de la Amazonía Peruana (UNAP), Perú.                                 |
| 3   | Consejo Nacional del Ambiente (CONAM), Perú.                                              |
| 4   | Universidad de Turku (UTU), Finlandia.                                                    |
| 5   | Instituto del Bien Común (IBC), Perú.                                                     |
| 6   | Herbario de la Facultad de Ciencias Forestales de la Universidad Agraria la Molina, Perú. |
| 7   | Fondo Mundial para la Naturaleza (WWF).                                                   |
| 8   | Asociación Peruana para la Conservación de la Naturaleza (APECO), Perú.                   |
| 9   | Museo de Historia Natural de la Universidad Ricardo Palma, Perú.                          |
| 10  | Universidad Amazónica de Madre de Dios (UNAMAD), Perú.                                    |
| 11  | Universidad Nacional Agraria de la Selva (UNAS), Perú.                                    |
| 12  | Centro de Investigación y Manejo de Áreas Naturales Protegidas (CIMA), Perú.              |
| 13  | Centro de Estudios Teológicos de la Amazonía (CETA), Perú.                                |

## Herramientas informáticas
Las siguientes son las principales herramientas que se encuentran a libre disposición de los usuarios en el sitio web del sistema:
| N.º | Herramientas disponibles en el sitio web del SIAMAZONÍA                       |
| --- | ----------------------------------------------------------------------------- |
| 1   | Bases de datos de especies y especímenes.                                     |
| 2   | Herramienta de sistematización y manejo de publicaciones.                     |
| 3   | Herramienta de sistematización y gestión de imágenes (MIRA +).                |
| 4   | Información sobre Comunidades Nativas de la Amazonía Peruana.                 |
| 5   | Servicio de mapas virtuales interactivos y estáticos.                         |
| 6   | Servicio de metadata cartográfica y especial.                                 |
| 7   | Directorio de contactos: instituciones, proyectos y especialistas amazónicos. |
| 8   | Gestor de noticias y eventos.                                                 |
| 9   | Boletín informativo mensual.                                                  |
| 10  | Glosario de términos.                                                         |
| 11  | Kit de conexión.                                                              |